# Corning (entreprise)
 (février 2023).
Pour les articles homonymes, voir Corning.
Corning est une entreprise américaine spécialisée dans la fabrication de verre et de céramique. C'est notamment elle qui permit le développement de la technologie de la fibre optique ayant permis une révolution des télécommunications.

## Histoire

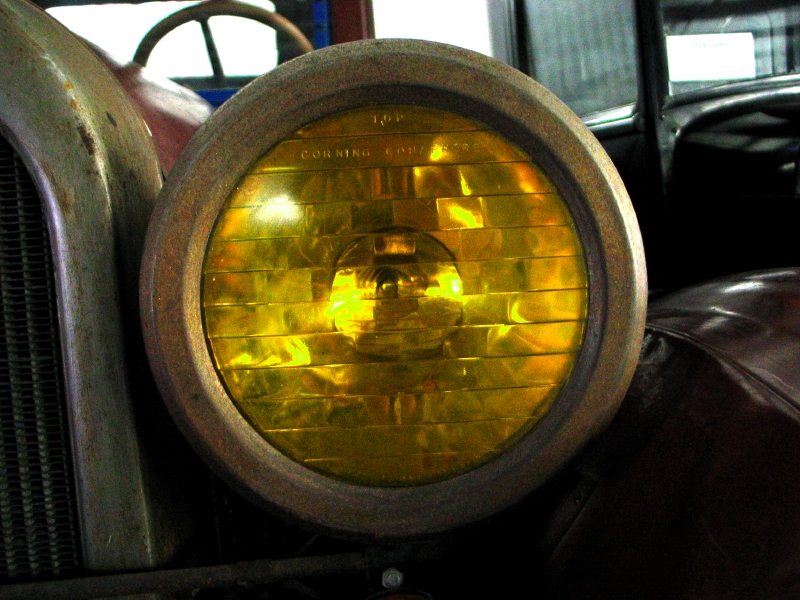
L’un des premiers phares de voiture, le « conaphore » Corning ; on voit ici l'équipement décliné dans sa version jaune "Noviol".

Créée en 1851 sous le nom de Bay State Glass Co. par Amory Houghton à Somerville (Massachusetts), la société vint ensuite s’établir à  Williamsburg, dans le faubourg new-yorkais de Brooklyn, sous le nom de Brooklyn Flint Glass Works, puis sous la direction d’Amory Houghton, Jr, s’installa finalement en 1868 à Corning, devenant à cette occasion Corning Glass Works. Le siège social est demeuré dans cette ville depuis plus de 147 ans. C’est là qu’elle a aménagé l’un des premiers grands laboratoires de recherche privés américains, en 1908. Les services de recherche-développement travaillent aujourd’hui sur le développement des pots catalytiques et des filtres à particules pour les moteurs diesel. Propriétaire de la marque déposée Pyrex depuis 1915, Corning a beaucoup profité des synergies au cours de son histoire, et elle s’est engagée à maintenir son siège social dans la petite ville de l’arrière-pays new-yorkais qui fut son berceau.
Le miroir de 500 cm du télescope du CalTech au Mont Palomar a été coulé dans un verre borosilicate à faible dilatation par Corning entre 1934 et 1936. Dès 1932, George Ellery Hale avait proposé à Corning d’essayer de fabriquer ce prodige d'optique pour son projet Palomar. Les premières tentatives à partir de verre de quartz avaient échoué par suite de la formation de bulles. Tirant les leçons de cet échec, Corning parvint au résultat désiré dès le second essai. Au terme d’un an de refroidissement du miroir, au cours duquel il faillit être détruit dans une inondation, la couche de base fut achevée en 1935. On peut voir le premier miroir raté au musée Corning du verre.
En 1935, Corning s’est associé à la société de mise en bouteille Owens-Illinois pour donner naissance à Owens Corning, qui deviendra autonome en 1938.
Dans les années 1970, Corning développe le principe de la fibre optique. 
En 1979, elle fabrique pour le compte de la NASA le disque de verre brut en Pyrex ULE 7971 du miroir primaire du télescope spatial Hubble (HST). C’est l’entreprise PerkinElmer qui se charge de le tailler et de le polir. Toutefois, ce miroir se révèle défectueux dès sa première utilisation. L’enquête ne met pas en cause la qualité du verre mais l'outil qui analyse sa surface et qui, paradoxalement, a été spécialement conçu pour offrir une très grande précision. 
En 1982, Corning acquiert MetPath, qu’il intègre dans sa division Corning Clinical Laboratories.
En 1989, l’entreprise change de nom pour s'appeler Corning Incorporated.
En 1996, Corning scinde ses activités de diagnostic médical dans une nouvelle entreprise sous le nom de Quest Diagnostics. En 1998, elle fait de même avec sa division produits de grande consommation, formant la compagnie World Kitchen (en). La marque Pyrex reste la propriété de Corning mais est concédée sous licence à diverses entreprises, dont Arc International en Europe, Afrique et Moyen-Orient.

## Postérité
Le musée du verre de Corning à Corning, dans l'État de New York, porte son nom.
En France, les objets donnés par Corning speciality glass France constituent une part importante du fonds du musée du verre et de ses métiers de Dordives (Loiret). Le musée est toutefois fermé depuis une inondation en 2016 et sa réouverture est actuellement (juin 2023) en attente.

## Organisation
Corning dispose de plusieurs Segments commerciaux , rassemblant divers sites dans plusieurs pays 
- Display Technologies : produits pour la technologie des écrans LCD
- Télécommunication optique
- Technologies environnementales
- Matériaux de spécialité
- Sciences de la vie

## Sources
- (en) « Site officiel de l'entreprise » (consulté le 10 janvier 2007)
- [Allen 1990] (en) Lew Allen, « The Hubble Space Telescope Optical Systems Failure Report » [PDF], NASA Technical Report NASA-TM-103443, 1990